# لا منى خيمينيز
لا منى خيمينيز (بالإسبانية: La Mona Jiménez)‏ هو مغني ومغن مؤلف أرجنتيني، ولد في 11 يناير 1951 في قرطبة في الأرجنتين.

## وصلات خارجية
- الموقع الرسمي
- لا منى خيمينيز على موقع IMDb (الإنجليزية)
- لا منى خيمينيز على موقع ميوزك برينز (الإنجليزية)
- لا منى خيمينيز على موقع أول ميوزيك (الإنجليزية)
- لا منى خيمينيز على موقع ديسكوغز (الإنجليزية)